# Riverton (Australie-Méridionale)
Riverton est une localité située à 94 km au nord d'Adélaïde, la capitale de l'État d'Australie-Méridionale. Elle est située sur la Gilbert River et traversée par la Barrier Highway.

## Histoire

### Fondation
Riverton apparaît en 1856, sous la forme d'un campement le long de la piste reliant la ville minière de Burra et Adelaïde. Son premier plan de développement est établi par James Masters, qui a fondé la ville voisine de Saddleworth.
Les rues de Riverton sont nommées par James Masters et ses amis, et commémorent des personnalités marquantes de l'histoire du district ou de la région.
La vallée de Gilbert et la Gilbert River portent ainsi le nom de Thomas Gilbert, un pionnier sud-australien.

### Le premier commerçant
En 1853, John Jubb Horner arrive en Australie avec sa famille ; ils s’installent rapidement à Riverton, où le premier magasin est construit au début des années 1850 à l’extrémité sud de la ville. Son établissement sert de point de rassemblement, où les colons se retrouvent pour des raisons sociales ou pour faire affaire. Il abrite également le bureau de poste, le télégraphe, et les registres des naissances, mariages et décès.
Le seul autre commerce est celui d’un cordonnier, M. Payne. Ils sont rejoints en 1855 par le premier hôtel, le Riverton Hotel (auparavant nommé Riverton Arms), qui ouvre alors que sa construction s’achèvera complètement en 1857. Ce sont les seuls commerces de la ville en 1857.
La municipalité est établie en 1866 ; cette année voit également la construction du tribunal et du poste de police. Une nouvelle poste, ainsi que la mairie, sont construits en 1874.

### Découverte de minerai
En 1897, des prospecteurs découvrent à 8 km de Riverton, dans les collines, ce qui semble un filon permanent de minerai de cuivre et d’argent. Des échantillons sont étudiés, qui confirment la présence d’argent et de cuivre, mais aucune exploitation d’envergure n’a lieu, le filon ne s’avérant peut-être pas aussi abondant que prévu. En 1965, des chercheurs de minerai parviennent encore à trouver de petites quantités de minerai dans le gisement.

### Arrivée du chemin de fer
Les mineurs de Kapunda voient leurs solutions de transport améliorées lors de la construction de la ligne de chemin de fer en 1860. Deux choix sont alors possibles pour prolonger la ligne : vers Burra à travers la vallée de River Light, ou vers Gawler via la Gilbert Valley. Les autorités choisissent la deuxième option, car la ligne ainsi créée donnerait accès à de nouvelles terres agricoles, et encouragerait la création de nouvelles villes le long du parcours.
Cette solution profite à Riverton ; la ligne de Peterborough arrive à Tarlee en 1868, Riverton le 20 décembre 1869, et Manoora en 1870. Des ateliers pour le chemin de fer s’installent quasi immédiatement à Riverton, ce qui occasionne une augmentation tant de sa population que du commerce. Ils ferment toutefois en 1878.
En 1918, une branche de la ligne est ouverte vers Clare, qui s’étendra par la suite vers Spalding ; des employés supplémentaires du chemin de fer s’installent donc à Riverton pour accompagner l’expansion ferroviaire. En 1965, ils sont 25, accompagnés de leurs familles.
La gare de Riverton est le théâtre d’une tentative de fusillade en 1921 : un passager du Broken Hill Express en provenance d’Adelaïde ouvre le feu dans la salle de restaurant, et Percy Brookfield, le député de Broken Hill, est tué en essayant de le désarmer.
Ses bâtiments offrent des salles d’attente à disposition de tous les passagers, qui peuvent se rendre à Broken Hill, Alice Springs ou Perth avec une correspondance à Terowie. Les passagers traversant l’Australie d’est en ouest peuvent prendre un repas de trois plats, et ceux se rendant à Broken Hill ont accès au petit déjeuner.
La gare abrite maintenant des salons de thé, une galerie et des chambres d’hôte. Des voitures de chemin de fer sont aussi proposées comme hébergement.
Le chemin de fer a joué un rôle important dans le développement de la ville, en tant que moyen de transport et employeur. Aujourd’hui, la ligne de Riverton à Auburn a été convertie en sentier ferroviaire et porte le nom de Rattler Trail. Ce sentier rejoint le Riesling Trail à Auburn, offrant ainsi un parcours de 43 km partant de Riverton et traversant la région vinicole de la Clare Valley vers le nord. Désaffectée elle aussi, la ligne de Peterborough n’a pas été reconvertie en sentier ferroviaire.

## Administration
Riverton fait partie de la zone d'administration locale du district des vallées Clare et Gilbert, du district électoral de Frome, et de la circonscription de Wakefield.

## Démographie
Au recensement de 2011, Riverton comptait 810 habitants dans la zone urbaine, et 1213 en incluant les zones rurales de son agglomération.

## Crédit d'auteurs
- (en) Cet article est partiellement ou en totalité issu de l’article de Wikipédia en anglais intitulé « Riverton, South Australia » (voir la liste des auteurs).